# Вольновська сільська рада
Вольновська сільська́ ра́да (біл. Вольнаўскі сельсавет) — адміністративно-територіальна одиниця у складі Барановицького району Берестейської області Білорусі. Адміністративний центр сільської ради — село Вольно.

## Історія
26 червня 2013 року до складу Вольновської сільської ради були включені населені пункти та землі ліквідованої Полонечковської сільської ради.

## Склад ради
Населені пункти, що підпорядковуються сільській раді:
| Населений пункт  | Тип  | Населення, осіб (2009) |
| ---------------- | ---- | ---------------------- |
| Бартники         | село | 107                    |
| Верхнє Чернихово | село | 14                     |
| Вольно           | село | 678                    |
| Голинка          | село | 34                     |
| Задвея           | село | 141                    |
| Залісся          | село | 105                    |
| Лихосельці       | село | 47                     |
| Нагорне          | село | 53                     |
| Нижнє Чернихово  | село | 333                    |
| Озерець          | село | 17                     |
| Полонечка        | село | 481                    |
| Рабковичі        | село | 63                     |
| Репичі           | село | 92                     |
| Савичі           | село | 227                    |
| Тишковці         | село | 24                     |
| Чернихово        | село | 47                     |
| Щербовичі        | село | 95                     |

## Населення
За переписом населення Білорусі 2009 року чисельність населення сільської ради становило 1890 осіб.

### Національність
Розподіл населення за рідною національністю за даними перепису 2009 року:
| Національність | Осіб | Відсоток |
| -------------- | ---- | -------- |
| білоруси       | 1767 | 93,49 %  |
| росіяни        | 67   | 3,54 %   |
| поляки         | 22   | 1,16 %   |
| українці       | 19   | 1,01 %   |
| азербайджанці  | 9    | 0,48 %   |
| вірмени        | 4    | 0,21 %   |
| грузини        | 1    | 0,05 %   |
| мордва         | 1    | 0,05 %   |
| Разом          | 1890 | 100 %    |